# امرسون تومی
امرسون تومی بازیکن فوتبال اهل برزیل است 